# Liaquat Ali Khan

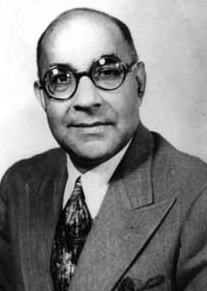
Liaquat Ali Khan

Liaquat Ali Khan (Urdu لیاقت علی خان‎; * 2. Oktober 1896 in Karnal, Britisch-Indien; † 16. Oktober 1951 in Rawalpindi, Pakistan) war ein pakistanischer Politiker und erster Premierminister des unabhängigen Pakistan.

## Leben
Liaquat wurde als Sohn eines Nawab in Britisch-Indien geboren. Er war ein Absolvent der Aligarh Muslim University und des Exeter College der Universität Oxford. Nach seiner Rückkehr aus England schloss er sich 1923 der Muslimliga an. Von 1926 bis 1940 gehörte er dem Legislativrat der Vereinigten Provinzen an. Im April 1933 heiratete er in zweiter Ehe die spätere Professorin für Wirtschaftswissenschaften und Frauenrechtlerin Begum Ra’ana. Mit ihr reiste er nach England, um Muhammad Ali Jinnah zur Rückkehr nach Indien zu bewegen. Ab 1936 war er Ehrensekretär und ab 1943 Generalsekretär der Muslimliga. 1946 wurde er Finanzminister der Übergangsregierung.
Nach der Unabhängigkeit 1947 wurde Liaquat von Jinnah zum ersten Premierminister Pakistans ernannt. 1949 wurde die von ihm vorgelegte Objectives Resolution verabschiedet, die als Vorläufer der pakistanischen Verfassung von 1956 gilt. 1950 schloss er mit Jawaharlal Nehru den Liaquat-Nehru-Pakt über den Schutz der religiösen Minderheiten. 1951 ernannte er Muhammed Ayub Khan zum Oberbefehlshaber der Armee. Eine Offiziersverschwörung zum Sturz seiner Regierung konnte 1951 rechtzeitig aufgedeckt werden. Liaquats Besuch in den Vereinigten Staaten im Mai 1951 galt als wegweisend für den Kurs der pakistanischen Außenpolitik.
Am 16. Oktober wurde er während einer Rede in Rawalpindi von einem Attentäter aus dem Publikum angeschossen und verstarb wenig später im Krankenhaus. Das Motiv für die Tat ist unbekannt, der Mörder wurde noch am Tatort getötet. Liaquat wurde posthum der Titel "Märtyrer der Nation" (Shahid-i-Millat) verliehen.
Der Attentäter Syed Akbar war sowohl ein ehemaliger Geheimdienstmitarbeiter für britische und pakistanische Stellen. Ebenso hatte er Verbindungen zur radikal-islamischen Jamaat-e-Islami. Liaquats Ermordung führte zu einer Verstärkung autoritärer und bürokratischer Elemente innerhalb des pakistanischen politischen Spektrums.